# John P. Wicker

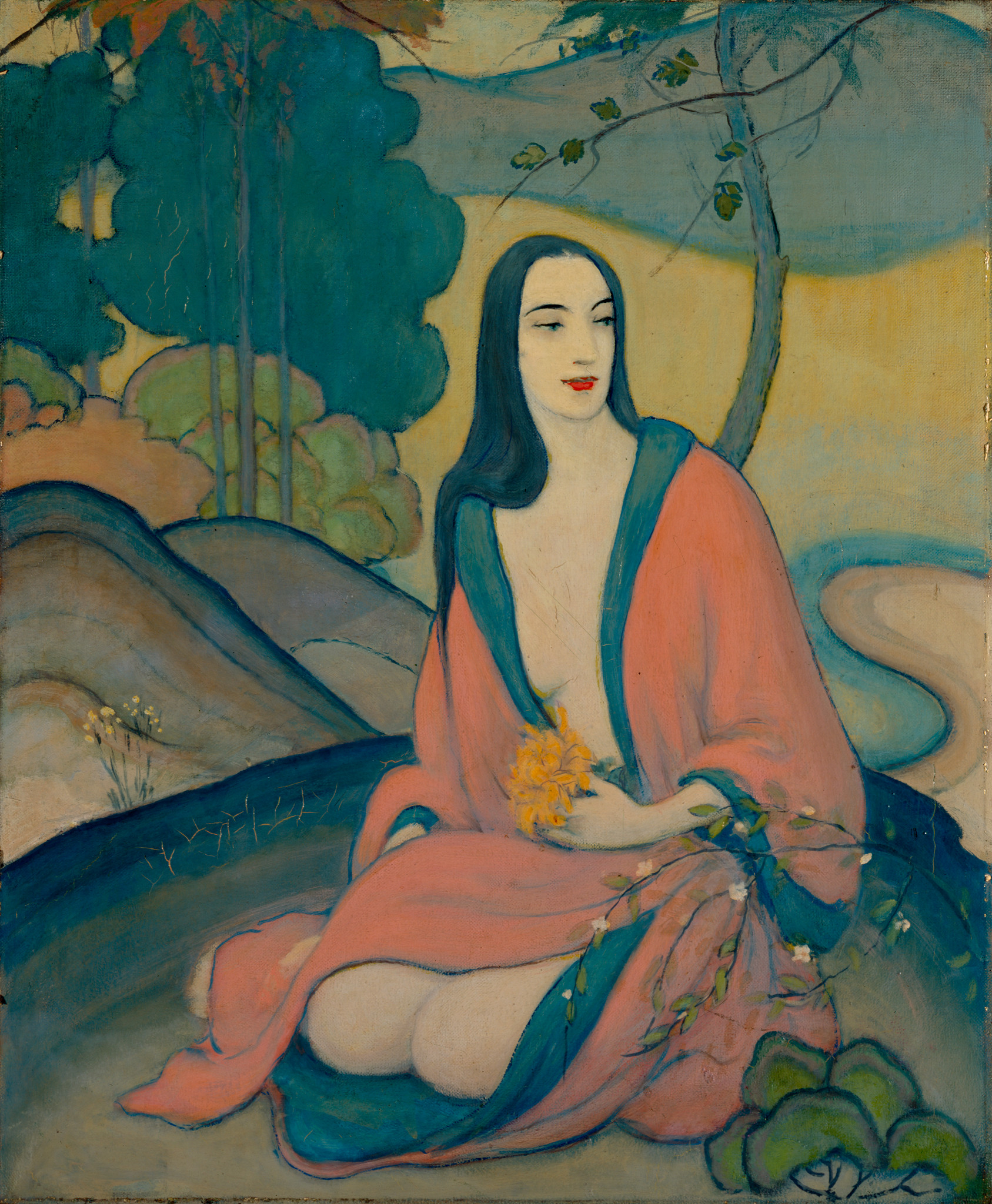
John Palmer Wicker, Detroit Institute of Arts

John Palmer Wicker (* 23. Februar 1860 in Ypsilanti, Michigan; † 2. Oktober 1931 in Detroit, Michigan) war ein US-amerikanischer Porträtmaler und Kunstdozent.

## Leben
John P. Wicker wurde als Sohn von William W. und Charlotte Adelaide (geb. Palmer) Wicker geboren. Er strebte eine umfassende künstlerische Ausbildung an und verbrachte sieben Jahre in Paris, wo er an der Académie Julian bei William Bouguereau, Tony Robert-Fleury und Fernand Cormon studierte.
Nach seiner Rückkehr in die Vereinigten Staaten unterrichtete er für kurze Zeit in Saginaw, Michigan, bevor er 1902 nach Detroit zurückkehrte. Bald wurde er Mitglied des Lehrkörpers der Detroit Art Academy, die damals von Joseph Gies, dem Gründer der Schule, geleitet wurde. Als Gies 1910 in den Ruhestand ging, wurde Wicker Direktor der Schule, die kurz darauf in Wicker School of Fine Arts umbenannt wurde. In John P. Wickers Biografie in „Artists in Michigan, 1900–1976“ heißt es: „In den folgenden zwanzig Jahren wurde Wicker als Detroits führender Kunstlehrer anerkannt. Seine Schule war die erste in Detroit, die das Studium der modernistischen Kunst förderte, einschließlich der Werke von Van Gogh, Matisse, Gauguin und den Fauves“. John P. Wicker stellte 1903 und 1904 auf dem Salon de Paris und 1904 auf der Louisiana Purchase Exposition in St. Louis aus. Er stellte auch mit dem Scarab Club aus, wo er 1925 eine Goldmedaille gewann.